# Енох (сын Иареда)
Ено́х (др.-евр. חנוך‬, Хано́х, Эно́х — посвящённый) — ветхозаветный персонаж, живший до Всемирного потопа, седьмой патриарх, начиная от Адама. Потомок Сифа, сын Иареда и отец Мафусаила, дед Ламеха, прадед Ноя (Быт. 5:18—28). Его пророчество «идет Господь со тьмами святых Ангелов Своих сотворить суд над всеми» передаёт новозаветный текст (Иуд. 1:14-15). В награду за благочестие и веру Бог «взял его» с земли, освободив от вызванной грехами прародителей смерти (Евр. 11:5). Явление его, с пророком Илией, ожидается перед вторым пришествием Христовым.
Предание о Енохе сохранилось как у иудеев, так и у других народов. Под именем Еноха известна так называемая «Книга Еноха», одна из весьма распространённых и содержательных иудейских апокрифических книг.
В мусульманской традиции он предсказал великий потоп, который произошёл во времена Ноя (Нуха).

## Варианты написания имени
Помимо написания Ено́х и Хано́х, встречается написания: Ихнух, Хенок, Энох.
В исламской традиции отождествляется с Идрисом.

## Хронология
Согласно Иосифу Волоцкому, жил за более чем 4000 лет до н. э. По Книге Бытия, в возрасте 365 лет за благочестие был взят живым к Богу (Быт. 5:23).

## О персонаже

### Родословная
О предках
Енох является «седьмым от Адама» (Быт. 5:1—18, Иуд. 1:14). Предки Еноха: Адам, Сиф, Енос, Каинан, Малелеил и Иаред. Иареду было 162 года, когда он родил Еноха (Быт. 5:18).
Из десяти «праотцов» Енох жил меньше всех и был первым в их истории, кто «ходил пред Богом» — выражение, повторяющееся дважды (Быт. 5:22, 24). То же самое сказано и о его правнуке Ное. Апостол Павел перефразировал это выражение словами «угодил Богу» и уточнил, что «переселён был так, что не видел смерти».
О жене
В Книге Юбилеев упоминается жена Еноха — Адни, дочь Даниала и (не названной по имени) тётки Даниала.
Армянский историк Мхитар Айриванеци упоминал жену Еноха — Яднер.
О детях
Потомки Еноха: сын Мафусал, внук Ламех, правнук Ной родил в 500 лет Сима, Хама и Иафета (праправнуки Еноха).
В Книге Яшера (Праведного):
- называются потомки Хенока (Еноха):
  - в переводе Breanainn: Матушлах (Мафусал), Элиша и Элимелек и их сёстры Мелка и Наама[17];
  - в переводе с иврита на английский Моисея Самуэля: Мафусал, Елисей и Елимелех, и их сестры Мелка и Нама[18].
- упоминается сын Хенока (Еноха) Елишай[19] или Елиша[20].

### Почитаемый разными народами и религиями
Известно предание о царе Наннаке (Аннаке), который жил за 300 лет до потопа (ср. продолжительность жизни Еноха на земле по Библии — 365 лет) и умолял богов помиловать род человеческий, обречённый на погибель.
Енох упоминается в Коране и исламской религиозной традиции как пророк Идрис. Древние иудеи и арабские писатели считали Еноха, к которому прилагали эпитет учёного, изобретателем письменности, арифметики и астрономии. Евсевий Кесарийский передаёт знания греков, что Атлант (Атлас; царь Атлантиды), зачинатель астрологии, и Енох — один и тот же персонаж; и что сын Еноха — Мафусал — обучался у ангелов.

### Взятый Богом
Пятая глава Книги Бытия, представляющая собой родословную от Адама до Ноя с сыновьями, про всех остальных предков Ноя — в отличие от Еноха — говорит «и он умер». Эти неоднозначные высказывания истолковываются, а также интерпретируются в более поздних небиблейских преданиях, как указания на то, что в отличие от других патриархов Енох не умер, так как Бог взял его на небо, освободив от вызванной грехами прародителей смерти, в награду за благочестие.
В православном богословии есть мнение, что Енох и Илия были вознесены не на небо, но в некое сокровенное место, в котором и ожидают наступления последних дней, описанных в Откровении Иоанна Богослова. Явление Еноха с пророком Илией ожидается христианами перед Вторым пришествием Иисуса Христа. Согласно церковному верованию, Енох снова придёт на землю, дабы уплатить долг природе, то есть умереть; и он, вместе с пророком Илиёю, всегда и всюду признавался одним из «двух свидетелей» (Откр. 11:3), которые по окончании своего свидетельства будут убиты зверем, «выходящим из бездны» (Откр. 11:7).

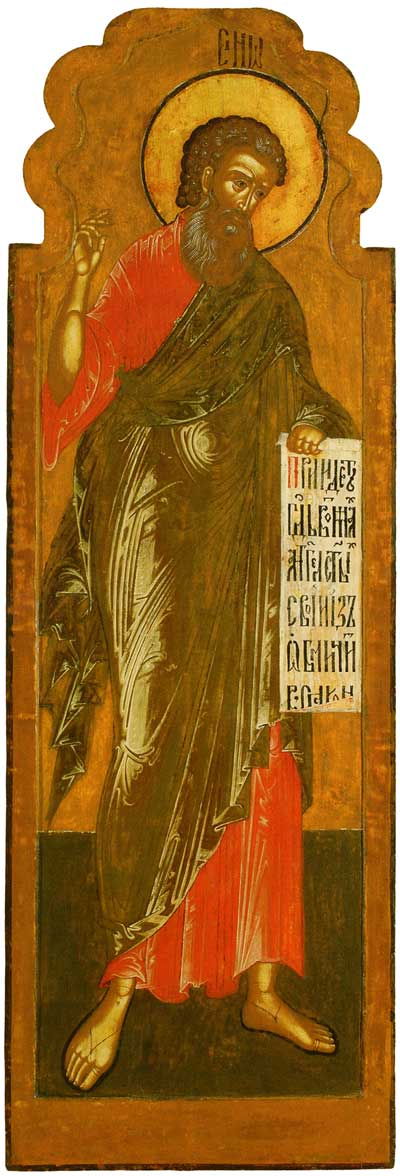
Праотец Енох

В XVII столетии в Москву в Посольский приказ по дипломатическим каналам из разных европейских стран неоднократно доставляли сообщения о появлении Еноха и Илии. В Европе эти известия распространялись в протестантской среде. Они играли роль агитационных сочинений, направленных против Рима. В России почвой для их распространения стал раскол в Русской православной церкви. Старообрядцы переписывали скопированные в Посольском приказе тексты до конца XVIII в. За распространявшимися в народе документами охотилась Тайная канцелярия.

#### Мнения агадистов
В еврейской экзегезе имеются два направления в толковании краткого библейского сообщения ο кончине Еноха: рационалистическое, принимающее выражение «и его нет, ибо взял его Господь», за метафору внезапной смерти Еноха, и мистическое, понимающее данное выражение в смысле вознесения Еноха на небо живым (подобно рассказу ο кончине пророка Илии).
Первое отражается в словах агадиста раввина Айбы (IV век): Енох был человек «податливый» (חנף): тο он был праведником, то нечестивцем, поэтому Бог решил положить конец его колебаниям и взял его тогда, когда он был праведным. Агадисты прибегали к такому толкованию, когда им приходилось диспутировать с минеями, которые в библейском сообщении ο кончине Еноха хотели видеть прообраз вознесения святого на небо. Так, когда минеи утверждали, что Енох не умер, приводя в доказательство аналогичное библейское выражение про Илию: «Господь возьмёт твоего господина» (4Цар. 2:3), раввин Абагу (аморай IV века) привёл другое место из Библии, где выражение «Бог берет человека» означает смерть (Иез. 24:16). Также выражение «и его нет» для обозначения внезапной смерти, встречается в книге пророка Иcaии (Ис. 17:14) и Псалтири (Пс. 102:16). Другой агадист, раввин Иосе, в опровержение мнения некоей римской матроны, утверждавшей, что Енох не умер, возражал, что прибавление: «и его нет, ибо взял его Господь» доказывает, что речь идёт ο смерти Еноха, ибо, в противном случае, ο его кончине не должно было бы быть никакого сообщения.
Другие толкования — мистические:
- у Бен-Сиры: «образ покаяния для всех родов» (Сирах. 44:15), «не было на земле никого из сотворенных, подобного Еноху, — ибо он был восхи́щен от земли» Сирах. 49:16);
- в Послании к Евреям: «Верою Енох переселён был так, что не видел смерти; и не стало его, потому что Бог переселил его. Ибо прежде переселения своего получил он свидетельство, что угодил Богу» (Евр. 11:5);
- у Иосифа Флавия: «Прожив около трехсот шестидесяти пяти лет, он отошел к Богу, почему и нет сообщения о его смерти» (Иудейские древности, I, 3, 4);
- в книге Юбилеев: «И он был взят из среды сынов детей человеческих, и мы привели его в рай Едем к славе и почести» (Книга Юбилеев, 4);

Также в талмудическом трактате Дерех-Эрец Зута (раздел I) говорится, что Енох вошёл живым в рай. Псевдо-Ионатан переводит: «и его нет среди обитателей земли, ибо он впал в летаргический сон (אתנגיד) и вознёсся на небо по слову Божию, и дано было ему имя Метатрон, великий писец».
Сказания ο Енохе содержатся в особых Мидрашах ο нём.

#### Мнения библейских критиков
Аналогичные представления ο вознесении выдающихся людей на небо встречаются и у других народов древности:
- в легенде ο Ромуле, основателе города Рима, Ливий («История от основания города», I, 16) употребляет такое выражение: «nес deinde in terris fuit»;
- о Геракле также рассказывали, что он был взят на небо; то же — ο Ганимеде;
- С. Бохарт[34] приводит сагу о царе Наннаке, жившем в городе Иконионе при Тавре до девкалионовского потопа; его жизнь продолжалась, согласно этой саге, более 300 лет, он предсказал появление потопа и горько оплакивал судьбу людей, так как после его смерти они погибнут. Эта сага находится у Зеновия[35], Стефана Византийского (s. v. ’Ικόνιον) и Свиды (s. v. Νάννακος)[36]. Имена Аннак (Ἄννακος) и «Ικόνιον» напоминают «Энох».

Ассириологи приводят библейский рассказ в связь с вавилонским мифом ο царе Эн-Мендуране (Evedorachos у Бероса). Этот мифический царь (седьмой царь из первобытных царей, как Енох — седьмой патриарх) был некогда властителем вавилонского города Сиппара; бог солнца Шамаш посвятил его в божественные тайны, в «тайну неба и земель», и сделал его, таким образом, родоначальником вавилонских священников-провидцев и астрологов.
Другие считают, что Енох — родоначальник мидианитского племени того же имени, и у этого племени евреи позаимствовали легенды ο Енохе. Мидианиты были родственны кенитам, мифический родоначальник которых будто бы был Каин. Таким образом, Енох является ветвью каинитов, и центр этого племени был город Енох. Библейский Енох, по имени которого назван первый город на земле, был сыном Каина. Но существование этого города в Мидиане не доказано.

## Апокрифы имени Еноха
Под его именем известны так называемые «Первая книга Еноха», Вторая книга Еноха (Славянская Книга Еноха, или Книга Тайн Еноха) и Третья (Еврейская книга Еноха, или Книга Небесных Дворцов). Первая из них относится к самым распространённым и содержательным иудейским и христианским апокрифическим книгам. О ней упоминается у древних писателей — Тертуллиана, Иринея Лионского, Оригена, Климента Александрийского.
В течение долгого времени о содержании книги Еноха можно было судить лишь по цитатам и отзывам. Однако в XVIII веке был открыт её полный текст на эфиопском языке — на эфиопском языке она полностью сохранилась в силу того, что входила и входит в канон Библии эфиопской православной церкви. С того времени она неоднократно издавалась как в подлиннике, так и в переводах. Текст датируют II—I веками до н. э.; он представляет собой богатый источник для изучения религиозного миросозерцания иудеев той эпохи. Как видно из сравнения послания Иуды и книги Еноха, ей пользовались и раннехристианские писатели.
Во Второй книге Еноха описывается, как Енох в возрасте 365 лет в сопровождении 2 ангелов был вознесён к Богу. В книге описывается небесное путешествие Еноха через 7 небес, возвращение, рассказ детям об увиденном, затем приводятся наставления Еноха, рассказано о жизни его потомков и об установлении священнического служения.
Согласно Третьей книге Еноха, Енох был взят живым на небо и стал «небесным писцом» — ангелом Метатроном, главой ангелов. В Третьей книге Еноха рабби Ишмаэль спрашивал у Метатрона, почему он именуется по имени его Создателя семьюдесятью именами. Он ответил, что «потому что я Енох, сын Йареда. Когда поколение Потопа стало грешить… Святой, будь Он благословен, взял меня из среды их».